# Ernst Wikner
Robert Peter Ernst Wikner, född den 25 december 1873 i Uppsala, död den 4 mars 1953 i Stockholm, var en svensk läkare. Han var son till Pontus Wikner.
Wikner avlade medicine licentiatexamen i Stockholm 1903 och blev medicine doktor 1916 på avhandlingen Studier över njurarnas funktion.  Han var amanuens och underläkare vid Serafimerlasarettet och Sabbatsbergs sjukhus 1903–1907, blev läkare vid Allmänna försörjningsinrättningens sjukhus 1909 och överläkare där 1918, vid Sabbatsbergs sjukhus 1932. Wikner pensionerades 1938. Han var föreståndare för Karolinska institutets propedeutiska kurs vid Sankt Eriks sjukhus 1924–1929 och docent i medicin vid Karolinska institutet 1927–1937. Wikner blev riddare av Nordstjärneorden 1928. Han vilar i familjegraven på Uppsala gamla kyrkogård.